# Hans-Joachim Hartnick

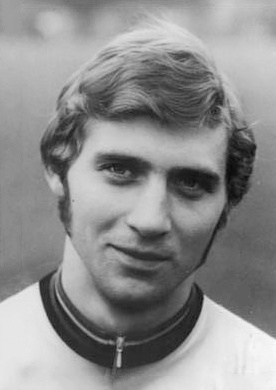
Hans-Joachim Hartnick (1977)

Hans-Joachim Hartnick (* 12. Januar 1955 in Wormlage) ist ein ehemaliger deutscher Straßenradsportler und Trainer aus der DDR. Seine größten Erfolge waren der Sieg in der Friedensfahrt 1976, der Weltmeistertitel im Jahr 1979 und die olympische Silbermedaille im Jahr 1980 im Mannschaftszeitfahren, wofür er mit dem Vaterländischen Verdienstorden in Bronze ausgezeichnet wurde.

## Sportliche Laufbahn in der Jugend
Hans-Joachim Hartnick begann 1966, im Alter von elf Jahren, mit dem Radsport in der BSG Chemie Annahütte. Zuvor war er Leichtathlet, sein Bruder Roland fuhr schon Radrennen und begeisterte ihn für diese Sportart. 1968 wurde er Zweiter der DDR-Meisterschaft im Querfeldein und nahm an der DDR-Meisterschaft im Straßeneinzel Schüler A teil. 1969 gewann er mit Chemie Annahütte die DDR-Meisterschaft Straße-Mannschaft Schüler A, gewann den „Preis der Lausitzer Rundschau“ sowie das Auswahlrennen Schüler A in Bischofswerda. Insgesamt gewann Hans-Joachim Hartnick acht DDR-Meistertitel in den Jugendklassen auf der Bahn, der Straße und im Querfeldeinrennen. 1969 erfolgte seine Klubdelegierung zum SC Cottbus.
Mit dem SC Cottbus wurde Hartnick 1970 in der Jugend B DDR-Meister im Straßen-Mannschaftsrennen und im Bahn-Vierer. Im Straßeneinzel belegte er bei der DDR-Meisterschaft Platz neun, im Querfeldein-Rennen Platz vier. 1971 konnte er beide Mannschaftserfolge wiederholen und wurde zusätzlich DDR-Meister im Straßeneinzel. Bei der Junioren-Sternfahrt in Neugersdorf erreichte Hartnick Platz sieben und gewann eine Etappe. 1972 holte er sich vier DDR-Meistertitel – im Querfeldein, im Straßeneinzel, im Straßen-Mannschaftsrennen und im Mehrkampf. In der Bahn-Einzelverfolgung und der Bahn-Mannschaftsverfolgung gewann er eine Silbermedaille. Er gewann die Gesamtwertung der Vier-Etappen-Fahrt in Cottbus, wobei er alle vier Etappensiege holte, wurde Zweiter bei einem Junioren-Kriterium in Rumänien und ebenfalls Zweiter bei der Junioren-Sternfahrt in Neugersdorf.
1973 gewann Hartnick die DDR-Meisterschaft im Straßen-Mannschaftsrennen der Jugend A. Dabei stellte der Vierer des SC Cottbus (mit Hartnick, Bernd Drogan, Hans-Peter Wehe und Michael Max) einen neuen DDR-Rekord über 75 Kilometer in 1:38:09,8 Stunden auf. Er gewann erneut die Vier-Etappen-Fahrt der Junioren in Cottbus, mit ebenfalls vier Etappensiegen. Er siegte bei vier von fünf Etappen der Internationalen Junioren-Sternfahrt in Neugersdorf und holte sich den Gesamtsieg. Bei den Jugendwettkämpfen der Freundschaft im ungarischen Miskolc gewann Hartnick eine Bronzemedaille im Einzelrennen sowie zusammen mit Drogan, Wehe und Max die Silbermedaille im Straßen-Mannschaftsrennen.

## Männer

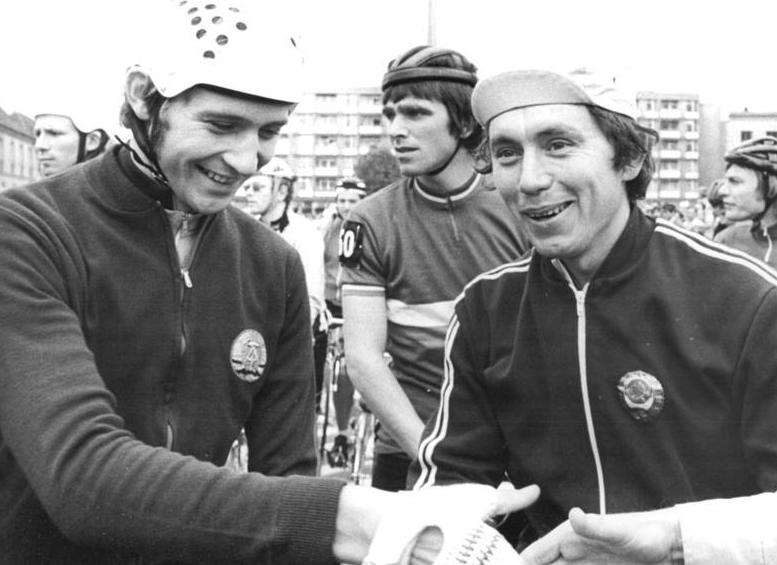
Friedensfahrt 1977: Hartnick, „Kapitän“ der DDR-Mannschaft (links) trifft seinen Amtskollegen der UdSSR-Mannschaft, Alexander Gusjatnikow

1973 bestritt Hans-Joachim Hartnick, weiterhin für den SC Cottbus startend, die ersten Rennen im Männerbereich. So belegte er den dritten Platz bei Rund um den Scharmützelsee und ebenfalls den dritten Platz bei Rund um Langenau. Bei der Bulgarien-Rundfahrt holte Hartnick einen Etappensieg (7. Etappe von Sliwen nach Chaskowo) und wurde Elfter in der Gesamtwertung. Bei den UCI-Straßen-Weltmeisterschaften wurde er 1974 als 22. hinter Karl-Dietrich Diers (20.) und vor Michael Schiffner (57.) zweitbester DDR-Fahrer. 1974 war er gemeinsam mit Wolfgang Gansert bester Nachwuchsfahrer und gewann die DDR-Rundfahrt, die er ein Jahr später ebenfalls gewann. 1974 gewann er die Harzrundfahrt, die in jenem Jahr auch als 6. und 7. Etappe der DDR-Rundfahrt ausgetragen wurde, sowie das Auswahlrennen Rund um Langenau. In der Tour of Scotland wurde er Dritter. 1975 siegte er in der ersten Austragung der nationalen Meisterschaft im Einzelzeitfahren und wurde Zweiter in der Polen-Rundfahrt. Die Tour du Vaucluse gewann Hartnick als erster Fahrer der DDR 1976. 1979 gewann er die Thüringen-Rundfahrt und wurde Vizemeister im Straßenrennen. In der Tour de l’Yonne in Frankreich war er 1981 erfolgreich.
Wie fast alle Straßenfahrer der DDR startete Hartnick auch auf der Bahn der Werner-Seelenbinder-Halle in Berlin. Dort gewann er die „Internationale Zweier-Mannschaftsmeisterschaft“ 1977 mit Siegbert Schmeißer als Partner. Am Ende der Saison 1981 gewann er das längste in Europa ausgetragene Amateurrennen Prag–Karlovy Vary–Prag. Im Querfeldeinrennen wurde er 1977 Vizemeister der DDR hinter Holger Kickeritz, 1980 gewann er den Titel.
Er wurde am 10. Dezember 1982 vor ausverkauftem Haus auf der Bahn der Werner-Seelenbinder-Halle in Berlin vom Leitungssport verabschiedet.
Hartnicks Trainer beim SC Cottbus waren u. a. Manfred Nitschke und Eberhard Pöschke.

### Palmarès (Auswahl)
- 1974: Bronze Mannschaftszeitfahren (100 km) (Weltmeisterschaft)[10] und DDR-Meister Straßenrennen, sowie Sieger Harzrundfahrt
- 1974: Gewinner DDR-Rundfahrt
- 1975: Zweiter in der Friedensfahrt und DDR-Meister (Einzel und Kriterium)
- 1975: Gewinner DDR-Rundfahrt, DDR-Meister im Einzelzeitfahren
- 1976: DDR-Meister (Kriterium)
- 1976: Friedensfahrtsieger
- 1978: DDR-Meister (Kriterium)
- 1979: Weltmeister Mannschaftszeitfahren (100 km)
- 1980: Silber bei den Olympischen Spielen Mannschaftszeitfahren
- 1980: DDR-Meister im Querfeldein in Hainichen

## Trainer/Berufliches
Nach seiner aktiven Karriere arbeitete er als Bundestrainer im Bund Deutscher Radfahrer für den Bereich Bahn Ausdauer für die Frauen/Juniorinnen. Im Jahre 2006 ging er auf Vermittlung von Wolfram Lindner als Trainer der chinesischen Frauen-Nationalmannschaft nach China. Nach seiner Rückkehr hat er wieder eine Tätigkeit als Sportlehrer in seiner Heimatstadt Cottbus aufgenommen.

## Privates
Hartnick ist verheiratet und hat zwei Kinder.

## Sonstiges
Sein erlernter Beruf ist Diesellokschlosser. Er ist 1,83 m groß und wog in seiner aktiven Zeit 73 kg.